# Frederick Manfred
Pour les articles homonymes, voir Manfred.
Frederick Feikema Manfred, né le 6 janvier 1912 à Doon (Iowa) et mort le 7 septembre 1994 à Luverne (Minnesota), est un auteur de western américain. Il a popularisé le terme de "Siouxland", utilisé pour désigner la région environnant Sioux Falls, dans le Dakota du Sud.